# Essertines-sur-Rolle
Essertines-sur-Rolle é uma comuna da Suíça situada no distrito de Nyon, no cantão de Vaud. Tem 6,92 km² de área e sua população em 2018 foi estimada em 721 habitantes.